# Tricharnhemia
Tricharnhemia is een geslacht van kevers uit de familie van de loopkevers (Carabidae). De wetenschappelijke naam van het geslacht is voor het eerst geldig gepubliceerd in 2009 door Baehr.

## Soorten
Het geslacht Tricharnhemia is monotypisch en omvat slechts de volgende soort:
- Tricharnhemia browni Baehr, 2009